# 松本浩介
松本 浩介（まつもと こうすけ、1967年6月2日 - ）は、日本の経営者。株式会社enish取締役。
桃山学院高等学校卒業。京都産業大学法学部入学。大学時代、学生ベンチャー企業リョーマにて活動。

## 略歴
- 1986年　桃山学院高等学校卒業
- 1987年　京都産業大学法学部入学、株式会社リョーマに入社
- 1992年　京都産業大学法学部 卒。卒業後、株式会社リョーマが経営破綻。大学卒業と同時に失職する
- 1994年　株式会社ザッパラスの前身となる企業、ファミリービズ株式会社　取締役就任
- 1995年　株式会社マインドシェア入社
- 1997年　株式会社マインドシェア退社

通販、コンテンツサービスの受託・運営、保険代理店、地方自治体のコンサルティングを行いながら、起業の機会をうかがう。
- 1998年　時刻表情報サービス株式会社取締役就任。鉄道のリアルタイムの運行情報を提供する情報提供会社。松本が設立メンバーで代表取締役に就任。
- 1999年　時刻表情報サービス株式会社代表取締役就任。TV放送やPC、モバイルインターネット上で提供される運行情報のフォーマットを日本で初めて開発し、現在も提供している。その後、東日本旅客鉄道グループが資本参画し、その後同グループの子会社となる。
- 2004年　株式会社ザッパラス取締役就任

経営企画管掌　株式会社ザッパラスにて株式上場プロジェクトの責任者となる
- 2005年　時刻表情報サービス株式会社取締役就任　東京証券取引所マザーズ市場上場（ザッパラス）
- 2011年　株式会社enish 取締役就任
- 2012年　株式会社enish 執行役員管理本部長就任